# ELDIS Pardubice
ELDIS Pardubice, s.r.o. je společnost se sídlem v Pardubicích, která je výrobcem aktivní radarové techniky. Od svého vzniku v roce 1991 se soustředí především na vývoj a výrobu radarové techniky a systémů pro řízení letového provozu, zabývá se i modernizacemi radarových systémů. Ve svém působení navazuje na tradici bývalého elektrotechnického podniku Tesla. Od roku 2017 je součástí holdingu Czechoslovak Group a v rámci holdingu působí v divizi Aerospace.
Ve společnosti ELDIS Pardubice pracovalo v roce 2020 kolem 240 zaměstnanců a v roce 2019 tržby společnosti činily 976 milionů Kč.
Společnost exportuje své výrobky do více než 25 zemí po celém světě včetně Maďarska, Polska, Rovníkové Guiney, Indie nebo Číny. Významné postavení má firma ELDIS v Indii, kde je zprovozněno 17 radarových systémů napříč celou zemí. Firma také v roce 2018 podepsala zakázku na dodání 13 radarů do Číny, které budou fungovat na civilních letištích.

## Vývoj a výroba
Aktuálně patří do produktového portfolia společnosti primární přehledové radary RL-2000, sekundární přehledové radary MSSR-1 a přistávací radary PAR-E. 

### Radar RL-2000
Jde o primární přehledový radar nejnovější generace, který slouží na sledování a kontrolu oblasti zájmu letišť. Radar slouží například ve službách bulharského vojenského letectva, v Rovníkové Guineji nebo v Řízení letového provozu České republiky.

### Radar MSSR-1
Plní funkci sekundárního přehledového radaru. Využíván jej například pro řízení letového provozu v Indonésii, Indii, Pákistánu nebo v Polsku, ale také například v Číně nebo Jižní Koreji.

### Radar PAR - E
Jedná se o přibližovací radar, sloužící zejména na podporu řízení přiblížení a přistání různých typů letadel. Největším uživatelem je Armáda ČR, která provozuje 4 kusy radarů PAR-E.

### Kombinovaný radar RL-2000/MSSR-1
Nejvýznamnější zakázkou na kombinovaný radar RL-2000/MSSR-1 byla v roce 2012 zakázka na dodání 8 kusů těchto radarů do Indie. Společnost ELDIS plánuje dodat do Indie dalších 5 kombinovaných radarů RL-2000/MSSR-1.